# Ванеса Фурланетто
Ванеса Фурланетто (ісп. Vanesa Furlanetto; нар. 19 лютого 1987) — колишня аргентинська тенісистка.
Найвищу одиночну позицію світового рейтингу — 312 місце досягла 18 листопада 2013, парну — 248 місце — 26 травня 2014 року.
Здобула 13 одиночних та 13 парних титулів.

## Фінали ITF

### Одиночний розряд: 23 (13–10)
| Легенда          |
| ---------------- |
| Турніри $100,000 |
| Турніри $75,000  |
| Турніри $50,000  |
| Турніри $25,000  |
| Турніри $10,000  |

| Фінали за покриттям |
| ------------------- |
| Тверде (1–4)        |
| Ґрунт (12–6)        |
| Трава (0–0)         |
| Килим (0–0)         |

| Результат | Ранг | Дата              | Турнір                      | Покриття | Суперниця                     | Рахунок                 |
| --------- | ---- | ----------------- | --------------------------- | -------- | ----------------------------- | ----------------------- |
| Перемога  | 1.   | 15 жовтня 2006    | ITF Кордова, Аргентина      | Ґрунт    | Тельяна Перейра               | 1–6, 6–1, 7–5           |
| Поразка   | 1.   | 29 липня 2007     | ITF Арад, Румунія           | Ґрунт    | Андреа Бенітес                | 6–3, 5–7, 3–6           |
| Поразка   | 2.   | 30 серпня 2008    | ITF Буенос-Айрес, Аргентина | Ґрунт    | Вероніка Сп'єхель             | 4–6, 0–6                |
| Перемога  | 2.   | 25 жовтня 2008    | ITF Ліма, Перу              | Ґрунт    | Маріна Хіраль Лорес           | 6–4, 2–6, 6–4           |
| Перемога  | 3.   | 29 листопада 2008 | ITF Буенос-Айрес, Аргентина | Ґрунт    | Б'янка Ботто                  | 3–1 ret.                |
| Поразка   | 3.   | 28 серпня 2010    | ITF Буенос-Айрес, Аргентина | Ґрунт    | Майлен Ору                    | 2–6, 5–7                |
| Поразка   | 4.   | 4 вересня 2010    | ITF Санта-Фе, Аргентина     | Ґрунт    | Каміла Сільва                 | 6–1, 3–6, 6–7(7–9)      |
| Перемога  | 4.   | 11 вересня 2010   | ITF Буенос-Айрес, Аргентина | Ґрунт    | Карла Лусеро                  | 6–3, 6–2                |
| Поразка   | 5.   | 2 жовтня 2010     | ITF Аружа, Бразилія         | Ґрунт    | Тельяна Перейра               | 6–4, 4–6, 1–6           |
| Перемога  | 5.   | 7 листопада 2010  | ITF Каріло, Аргентина       | Ґрунт    | Карла Лусеро                  | 6–3, 6–3                |
| Перемога  | 6.   | 13 листопада 2010 | ITF Асунсьйон, Парагвай     | Ґрунт    | Вероніка Сепеде Ройг          | 1–6, 6–4, 7–5           |
| Поразка   | 6.   | 21 травня 2011    | ITF Ітапарика, Бразилія     | Тверде   | Андреа Бенітес                | 2–6, 3–6                |
| Поразка   | 7.   | 11 червня 2011    | ITF Росаріо, Аргентина      | Тверде   | Хорхеліна Краверо             | 6–4, 3–6, 4–6           |
| Перемога  | 7.   | 18 червня 2011    | ITF Санта-Фе, Аргентина     | Ґрунт    | Аранса Салут                  | 7–5, 6–3                |
| Поразка   | 8.   | 25 березня 2012   | ITF Метепек, Мексика        | Тверде   | Зузана Злохова                | 3–6, 5–7                |
| Перемога  | 8.   | 1 квітня 2012     | ITF Пуебла, Мексика         | Тверде   | Елізабет Ферріс               | 6–3, 6–3                |
| Перемога  | 9.   | 7 квітня 2012     | ITF Villa María, Аргентина  | Ґрунт    | Патрісія Ку Флорес            | 6–3, 6–4                |
| Поразка   | 9.   | 8 вересня 2012    | ITF Буенос-Айрес, Аргентина | Ґрунт    | Фернанда Бріто                | 6–4, 6–7(5–7), 4–6      |
| Перемога  | 10.  | 24 листопада 2012 | ITF Темуко, Чилі            | Ґрунт    | Марія Фернанда Альварес Теран | 6–3, 1–0 ret.           |
| Поразка   | 10.  | 3 березня 2013    | ITF Шарм-еш-Шейх, Єгипет    | Тверде   | Адріяна Лекай                 | 6–4, 6–7(8–10), 1–6     |
| Перемога  | 11.  | 14 вересня 2013   | ITF Буенос-Айрес, Аргентина | Ґрунт    | Кароліна Себальйос            | 6–4, 6–4                |
| Перемога  | 12.  | 21 вересня 2013   | ITF Росаріо, Аргентина      | Ґрунт    | Фернанда Бріто                | 6–2, 6–1                |
| Перемога  | 13.  | 9 листопада 2013  | ITF Буенос-Айрес, Аргентина | Ґрунт    | Каталіна Пелла                | 7–6(7–5), 3–6, 7–6(7–4) |

### Парний розряд: 27 (13–14)
| Турніри $100,000 |
| Турніри $75,000  |
| Турніри $50,000  |
| Турніри $25,000  |
| Турніри $15,000  |
| Турніри $10,000  |

| Фінали за покриттям |
| ------------------- |
| Тверде (2–5)        |
| Ґрунт (11–9)        |
| Трава (0–0)         |
| Килим (0–0)         |

| Результат | Ранг | Дата              | Турнір                          | Покриття | Партнерка            | Суперниці                                   | Рахунок                |
| --------- | ---- | ----------------- | ------------------------------- | -------- | -------------------- | ------------------------------------------- | ---------------------- |
| Поразка   | 1.   | 2 вересня 2006    | ITF Богота, Колумбія            | Ґрунт    | Марія Ірігоєн        | Маріана Дуке-Маріньо Вікі Нуньєс Фуентес    | 4–6, 2–6               |
| Поразка   | 2.   | 21 липня 2007     | ITF Крайова, Румунія            | Ґрунт    | Майлен Ору           | Андреа Бенітес Марія Ірігоєн                | 3–6, 4–6               |
| Перемога  | 1.   | 12 квітня 2008    | ITF Лос-Мочіс, Мексика          | Ґрунт    | Андреа Коч Бенвенуто | Індіре Акікі Еллі Вілл                      | 6–0, 7–5               |
| Поразка   | 3.   | 14 червня 2008    | ITF Монтемор-у-Нову, Португалія | Тверде   | Карла Бельтрамі      | Мелані Глорія Лусія Сайнс                   | 1–6, 1–6               |
| Поразка   | 4.   | 22 серпня 2008    | ITF Бель-Вільє, Аргентина       | Ґрунт    | Аранса Салут         | Карла Бельтрамі Татьяна Буа                 | w/o                    |
| Поразка   | 5.   | 31 жовтня 2008    | ITF Ліма, Перу                  | Ґрунт    | Андреа Коч Бенвенуто | Б'янка Ботто Карен Кастібланко              | 1–6, 3–6               |
| Перемога  | 2.   | 22 листопада 2008 | ITF Монтевідео, Уругвай         | Ґрунт    | Естафанія Грасіун    | Карла Бельтрамі Наталі Ю                    | 6–1, 6–3               |
| Поразка   | 6.   | 27 березня 2009   | ITF Ліма, Перу                  | Ґрунт    | Карен Кастібланко    | Patricia Verešová Зузана Злохова            | 0–6, 7–5, [5–10]       |
| Перемога  | 3.   | 20 листопада 2009 | ITF Асунсьйон, Парагвай         | Ґрунт    | Андреа Коч Бенвенуто | Ракел Пілтшер Роксане Вайзенберг            | 6–4, 2–6, [10–5]       |
| Поразка   | 7.   | 1 жовтня 2010     | ITF Аружа, Бразилія             | Ґрунт    | Карен Кастібланко    | Карла Лусеро Емілія Йоріо                   | 4–6, 6–4, [8–10]       |
| Перемога  | 4.   | 1 листопада 2010  | ITF Каріло, Аргентина           | Ґрунт    | Каміла Сільва        | Лусія Хара Лосано Лусіана Сарменті          | 6–2, 6–1               |
| Перемога  | 5.   | 12 листопада 2010 | ITF Асунсьйон, Парагвай         | Ґрунт    | Вероніка Сепеде Ройг | Лусіана Сарменті Кароліна Себальйос         | 6–0, 6–3               |
| Перемога  | 6.   | 19 листопада 2010 | ITF Асунсьйон, Парагвай         | Ґрунт    | Вероніка Сепеде Ройг | Лусія Хара Лосано Лусіана Сарменті          | 6–2, 2–6, [10–3]       |
| Поразка   | 8.   | 10 червня 2011    | ITF Росаріо, Аргентина          | Ґрунт    | Флоренсія ді Біасі   | Хорхеліна Краверо Бетіна Хосамі             | 2–6, 6–7(4–7)          |
| Перемога  | 7.   | 17 червня 2011    | ITF Санта-Фе, Аргентина         | Ґрунт    | Флоренсія ді Біасі   | Бетіна Хосамі Агустіна Лепоре               | 3–6, 6–4, [10–4]       |
| Поразка   | 9.   | 9 липня 2011      | ITF Вальядолід, Іспанія         | Тверде   | Аранса Салут         | Малу Ейдесгаард Вікторія Ларр'єр            | 0–6, 3–6               |
| Поразка   | 10.  | 30 липня 2011     | ITF Віго, Іспанія               | Тверде   | Аранса Салут         | Юстіна Озга Клаудія Джовіне                 | 1–6, 3–6               |
| Поразка   | 11.  | 8 жовтня 2011     | ITF Мадрид, Іспанія             | Тверде   | Аранса Салут         | Кім Грайдек Юстина Єгйолка                  | 3–6, 3–6               |
| Перемога  | 8.   | 14 квітня 2012    | ITF Вілья дель Діке, Аргентина  | Ґрунт    | Аранса Салут         | Марія Фернанда Альварес Теран Орнелья Карон | w/o                    |
| Перемога  | 9.   | 24 січня 2013     | ITF Ліма, Перу                  | Ґрунт    | Марія Фернанда Алвеш | Патрісія Ку Флорес Катеріне Міранда Чанґ    | 6–1, 6–4               |
| Перемога  | 10.  | 20 липня 2013     | Open Contrexéville, Франція     | Ґрунт    | Амандін Есс          | Ана Конюх Сільвія Нджирич                   | 7–6(7–3), 6–4          |
| Поразка   | 12.  | 27 липня 2013     | ITF Ле-Контамін-Монжуа, Франція | Тверде   | Амандін Есс          | Ніколе Клеріко Нікола Франькова             | 6–3, 6–7(5–7), [8–10]  |
| Поразка   | 13.  | 13 вересня 2013   | ITF Буенос-Айрес, Аргентина     | Ґрунт    | Кароліна Себальйос   | Флавія Гімарайнш Буену Стефані Петіт        | 2–6, 4–6               |
| Перемога  | 11.  | 20 вересня 2013   | ITF Росаріо, Аргентина          | Ґрунт    | Кароліна Себальйос   | Софія Луїні Гвадалупе Перес Рохас           | 7–6(7–2), 6–2          |
| Поразка   | 14.  | 11 жовтня 2013    | ITF Асунсьйон, Парагвай         | Ґрунт    | Кароліна Себальйос   | Лаура Пігоссі Флоренсія Молінеро            | 7–5, 4–6, [8–10]       |
| Перемога  | 12.  | 13 грудня 2013    | ITF Мерида, Мексика             | Тверде   | Флоренсія Молінеро   | Лаура-Йоана Андрей Марина Мельникова        | 2–6, 7–6(10–8), [10–7] |
| Перемога  | 13.  | 8 серпня 2014     | ITF Каракас, Венесуела          | Тверде   | Флоренсія Молінеро   | Клотільда де Бернарді Аяка Окуно            | 6–0, 6–0               |